# شورینو
شورینو (به لاتین: Shurino) یک منطقهٔ مسکونی در روسیه است که در استان آمور واقع شده‌است.